# 柯家樂
柯家樂，香港公務員及建筑师，曾擔任沙田民政事務專員。她早年從事建築工作並持有註冊建筑师資格，及後於2002年加入香港政府政務職系，除了在政府總部多個決策局任職外，亦曾被外派至香港駐日內瓦經濟貿易辦事處。她曾兩度於民政事務總署任職，包括在2021年獲委任為沙田民政事務專員，至2023年離任。

## 早年生活
柯家樂在香港大學先後取得建筑学文学士及建築學碩士學位，而她在1999年的碩士畢業論文為重塑修頓球場的公共空間。畢業後，她曾於建築師事務所工作，故她在2001年成為香港建築師學會會員，並及後於2006年取得建築師註冊管理局的註冊建筑师資格。然而，她於2002年投考加入香港政府的政務職系。

## 公務員生涯

### 早年生涯
柯家樂在2002年獲香港政府聘任為政務主任，並獲派至教育統籌局任職助理秘書長，負責基礎建設策劃組的工作，主要處理中小學校舍的政策及工程。她在2004年調任民政事務總署政務主任，管理區議員的薪酬福利等待遇政策，曾就多次區議員開支問題出席各區區議會會議討論。同時，她任內亦有處理社區體育事務的工作。及後，她在2006年重返政府總部，獲委任為財經事務及庫務局助理秘書長，負責重寫《公司條例》的工作，並統籌首兩個階段的公眾諮詢。另外，她在財庫局任職期間於香港科技大學進修，並在2008年取得工商管理學碩士學位。她隨後於2008年年中轉至運輸及房屋局任職，負責監督港鐵的收費及營運等事宜。

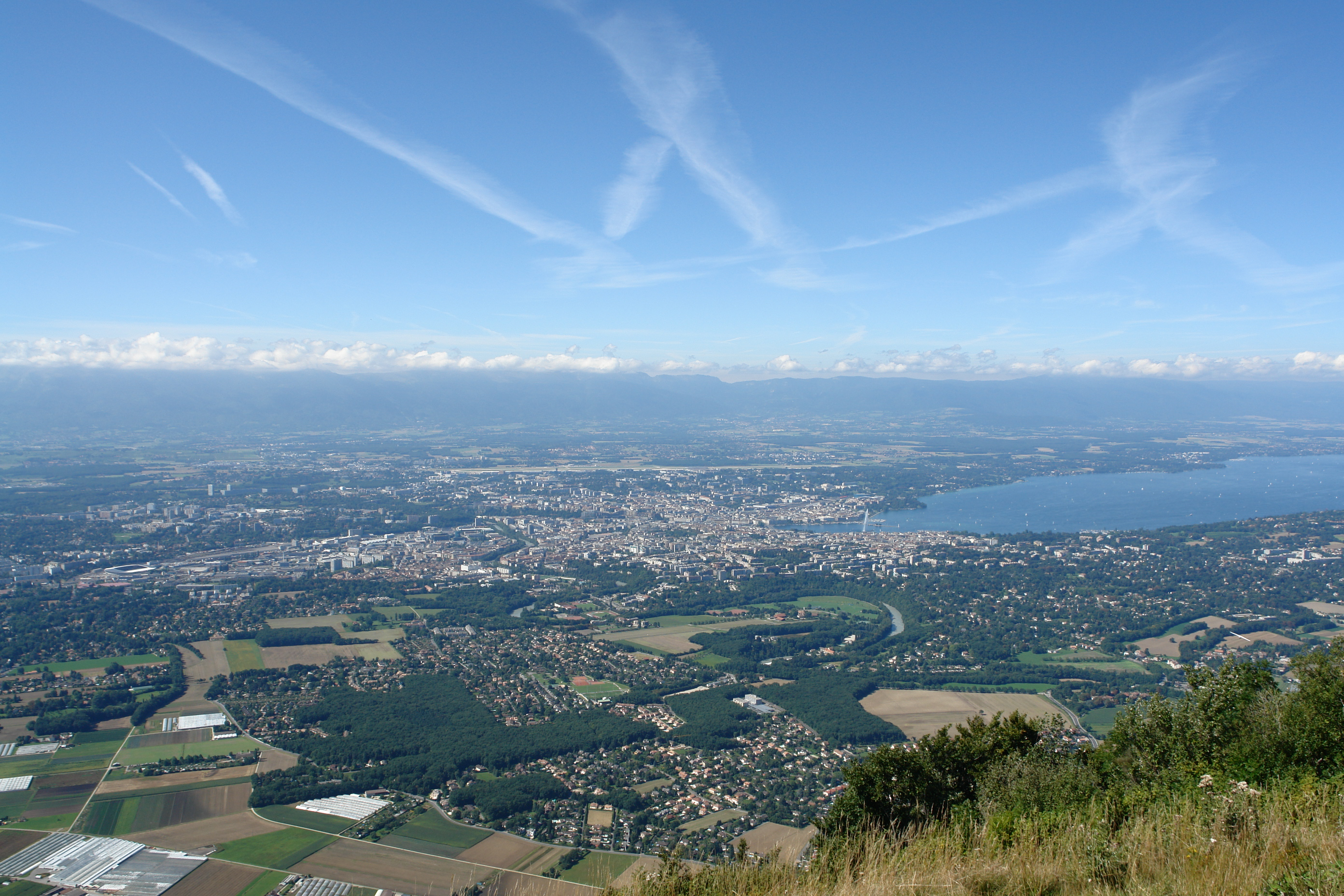
柯家樂在2010年代初被派駐至日內瓦任職

柯在2012年被外派至香港駐日內瓦經濟貿易辦事處出任助理代表，主要協助香港參與经济合作与发展组织貿易委員會等工作。她在2015年返港繼續在商務及經濟發展局內任職，出任單一窗口項目管理辦公室的高級政務主任。及後，她在2019年升任為旅遊事務署的旅遊事務助理專員，當中包括負責與中国内地各級部門聯繫，故曾主持兩地工作會議及促進粵港澳大灣區的旅遊合作。她在任內曾多次因反對逃犯條例修訂草案運動及2019冠状病毒病疫情嚴重衝擊旅遊業而在香港立法會答辯，亦就解除旅行限制及向業界提供補助上回應各界提問。另外，她亦於2020年香港立法會選舉擔任旅遊界功能界別的選舉主任。

### 沙田民政事務專員
柯家樂在2021年5月14日獲香港政府安排接替黃展翹出任沙田民政事務專員，並在同月28日被委任為官守太平紳士。她在上任後曾安排以車公廟體育館作全民運動日的主場館，亦曾主禮香港警務處於區內舉行的學生比賽。然而，她在上任不足半年，就被沙田民政事務處員工聯署投訴，指責她強迫員工違反招标程序、濫用公務車輛作私人用途、公開譴責同事造成分歧、以髒話笑罵他人及要求斷絕建制派聯絡渠道等。及後，連日避開公眾的她於11月18日主持沙田區議會會議，卻在補選主席後未有將主持權力交予當選人麥潤培並宣佈散會，亦匆忙離開拒見記者。
爭議過後，柯繼續出任專員一職，更在2022年新春時代表港府陪同新界鄉議局主席劉業強到沙田車公廟為香港求籤。香港自2021年1月起爆發2019冠狀病毒病第五波疫情，柯於區內與地區組織統籌多個2019冠状病毒病疫苗的流動接種站，以提昇香港的相關疫苗接種率。同時，她亦親自安排向安老院舍發放抗疫物資。在2022年7月27日公佈的香港2022年度授勳及嘉獎名單中，她因抗疫表現優良而獲頒發行政長官公共服務獎狀。在2022年冬季，邁向疫後復常的社區恢復節日慶祝活動，柯為慶祝沙田節日燈飾40週年而在宣傳短片中詳盡介紹。然而，高調而頻繁與市民會面未有為她在政界帶來正面評價，而區議會主席麥潤培更在2023年多次公開批評她官威大且難合作，是歷來最差的專員。最終，余懷誠在2023年8月25日接替柯出任專員。

## 榮譽

### 嘉獎
- 行政長官公共服務獎狀（香港2022年度授勳及嘉獎名單；2022年7月27日）[39]

### 殊勳
- 官守太平紳士（J.P.）（2021年5月28日－2023年8月24日）[25]

### 頭銜
- 柯家樂，JP（Carol Or Kar-lok, JP，2021年5月28日－2023年8月24日）[25]

## 外部連結
- 柯家樂的個人官方領英頁面 Archive.today的存檔，存档日期2021-11-08

| 政府职务      | 政府职务                                      | 政府职务      |
| ------------- | --------------------------------------------- | ------------- |
| 前任： 黃展翹 | 沙田民政事務專員 2021年5月13日－2023年8月24日 | 繼任： 余懷誠 |